# Cangetta rectilinea
Cangetta rectilinea là một loài bướm đêm trong họ Crambidae.